# Треска, Карло
Ка́рло Тре́ска (итал. Carlo Tresca; 9 марта 1879 — 11 января 1943) — итальянско-американский профсоюзный деятель, сперва социалист, затем анархист, газетный редактор и оратор, бывший в 1910-х годах одной из важных фигур «Индустриальных рабочих мира».
Треска родился, вырос и получил образование в Италии. До эмиграции в Соединённые Штаты в 1904 году был секретарём Итальянской федерации железнодорожников и редактором социалистической газеты. После трёх лет на должности секретаря Итальянской социалистической федерации Северной Америки в 1912 году он присоединился к леворадикальному синдикалистскому профсоюзу «Индустриальные рабочие мира» и участвовал в организации забастовок по всей территории США. В 1925 году был заключён в тюрьму за публикацию в одной из своих газет памфлета о контроле над рождаемостью.
В 1930-х годах Треска выступал убеждённым критиком как фашистского правительства Бенито Муссолини в Италии, так и сталинизма в Советском Союзе: в 1937 году он был членом комиссии Дьюи, снявшей с Льва Троцкого все обвинения, выдвинутые во время московских процессов. Поскольку он был ведущим противником фашизма, сталинизма и мафиозного проникновения в профсоюзное движение, за его убийством в Нью-Йорке в январе 1943 года усматривали все эти следы, хотя скорее всего он был убит боевиками мафии.

## Годы в Италии и личная жизнь
Карло Треска родился 9 марта 1879 года в Сульмоне, Абруццо, Италия, в семье мелкого землевладельца. Поскольку его семья разорилась во время экономического спада 1880-х годов, Треска не надеялся на поступление в университет и вместо этого пошёл семинарию, которую вскоре покинул, став антиклерикальным атеистом.
С 1898 по 1902 год Треска была секретарём профсоюза (Итальянской федерации железнодорожников). Он также был редактором Il Germe — социалистического еженедельника, базирующегося в Абруццо. Чтобы избежать тюремного заключения за свою радикальную политическую деятельность, Треска эмигрировал в Соединённые Штаты в 1904 году, обосновавшись в Филадельфии.
У Трески были отношения с Элизабет Герли Флинн и её сестрой Биной, с которой у него был сын Питер Д. Мартин, а также со скульпторшей Минной Харкави, бюст работы которой был установлен в его родном городе Сульмона.

## Американские годы. Радикальный профсоюзник

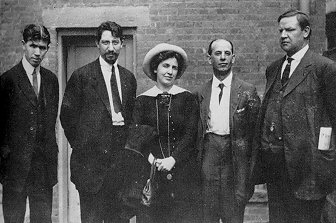
Фото 1913 года: предводители стачки в Патерсоне Патрик Куинлан, Карло Треска, Элизабет Герли Флинн, Адольф Лессиг и Билл Хейвуд

В Америке Треска был избран секретарём Итальянской социалистической федерации Северной Америки в 1904 году. Возглавляя её на протяжении трёх лет, Треска также был редактором Il Proletario («Пролетарий») — официального органа Итальянской социалистической федерации.
Политические взгляды Трески становились всё более радикальными, и вскоре он стал называть себя анархистом. В 1907 году Треска ушёл из Il Proletario и начал издавать свою собственную газету La Plebe («Плебей»). Позже он перенёс La Plebe, а вместе с ним и революционные идеи, в Питтсбург, к итальянским шахтёрам и заводским рабочим Западной Пенсильвании. В 1909 году Треска стал редактором L’Avvenire («Будущее»), оставаясь в этом качестве до запрета издания с началом Первой мировой войны.
В 1912 году Треска присоединился к революционно-синдикалистскому профсоюзу «Индустриальные рабочие мира» (IWW), который пригласил его в Лоуренс, штат Массачусетс, чтобы помочь мобилизовать итальянских рабочих за кампанию по освобождению лидеров забастовки Джо Эттора и Артуро Джованнитти, заключённых в тюрьму по ложному обвинению в убийстве. После победы забастовки в Лоуренсе Треска принимал активное участие в нескольких стачках в разных производственных секторах и уголках США: работниц текстильной промышленности в Литтл-Фолс, штат Нью-Йорк (1912), отельных служащих в Нью-Йорке (1913), шелковиков в Патерсоне (1913), шахтёров в Месаби, штат Миннесота (1916). Его несколько раз арестовывали и в связи с действиями в Миннесоте заключили в тюрьму, где он провёл девять месяцев в ожидании суда, но в конечном итоге был освобождён без суда.
В августе 1920 года Треска был вовлечён в ирландскую борьбу за независимость. Как позже вспоминала ирландская революционерка Сидни Чира, «пикетирование посольства Великобритании в Вашингтоне продолжалось с 1916 года, и я помню крайне успешный пикет, который проводился в Нью-Йорке в знак протеста против ареста британцами доктора Манникса в августе 1920 г. Этот последний пикет был в значительной степени заслугой итальянца по имени Карло Треска, личного друга известной ирландско-американской семьи Флинн, бывших большими друзьями Джеймса Коннолли. Треска обладал большим влиянием среди матросского братства и предложил, чтобы мы вызвали моряков с британских кораблей в знак протеста против ареста доктора Манникса».
Во время судебного процесса над своими товарищами, тоже анархистами и иммигрантами из Италии Сакко и Ванцетти, Треска занимался организацией кампании солидарности, сбора средств и защиты под началом юриста Фреда Мура.

## Борьба с фашизмом и сталинизмом

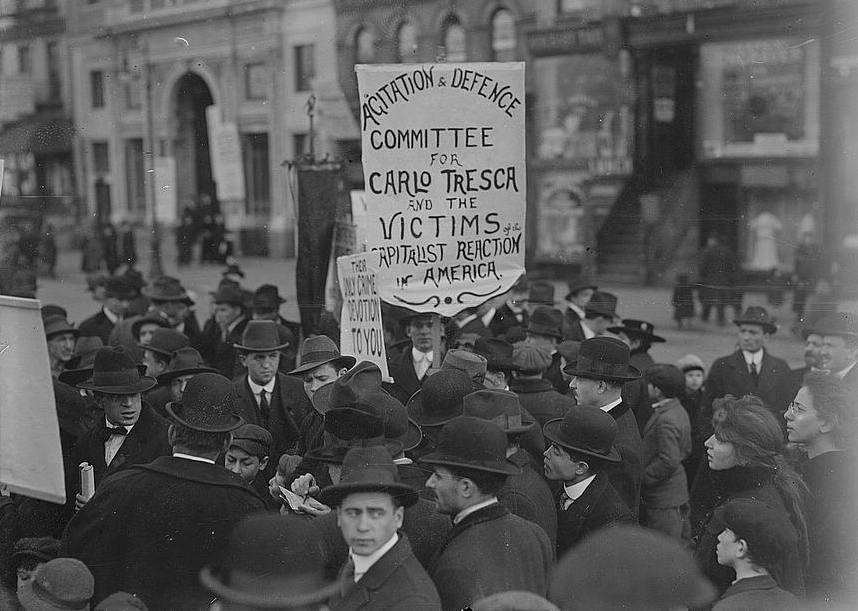
Американцы маршируют на акции солидарности с Карло Треской, 1916 год

Благодаря своей решительной оппозиции фашизму (в частности, на страницах редактируемой им антифашистской газеты Il Martello) Треска стал известной фигурой среди американских итальянцев, и Бенито Муссолини объявил его одним из главных врагов фашистского движения. Слежку за Треской установили как итальянские власти, так и Министерство юстиции США, стремившееся депортировать его из страны.
Под давлением посла Италии, требовавшего запретить газеты Трески, американское правительство обвинило анархиста в публикации непристойностей. В августе 1923 года Треска был арестован по обвинению в том, что напечатал рекламу брошюры о контроле над рождаемостью (контрацепции) в своей новой публикации Il Martello («Молот»). Он был признан виновным в ходе судебного разбирательства в октябре 1923 года и был приговорён к одному году и одному дню тюремного заключения. Этот вердикт был подтверждён 10 ноября 1924 года, и Треска отправился в федеральную тюрьму Атланты 5 января 1925 года.
Треска мог быть подвергнут депортации и выдан фашистским властям, но под давлением общественности президент США Калвин Кулидж заменил приговор Треске. Фашисты обратились к насилию, совершив покушение (попытку подрыва) на Треску в 1926 году, однако антифашисты дали отпор; Треска внёс свой вклад в прекращение распространения идеологического влияния Муссолини среди итало-американцев.
В 1930-х годах Треска стал выступать как активный критик сталинизма, особенно после того, как во время Испанской революции Советский Союз спровоцировал преследование республиканским правительством своих соратников по противостоянию франкистам — анархистского движения в Каталонии и Арагоне.
В 1937 году Треска входил в комиссию Дьюи, которая сняла с Л. Д. Троцкого все обвинения, выдвинутые во время московских процессов. В начале 1938 года Треска публично обвинил советские власти в похищении видной активистки Коммунистической партии США Джульетты Стюарт Пойнтц, которая стала сближаться с троцкизмом и намеревалась порвать с подпольной шпионской сетью СССР. Треска утверждал, что до исчезновения Пойнтц говорила с ним о «разоблачении официального коммунистического движения».

## Нераскрытое убийство
К 1943 году Треска, находившийся на досрочном освобождении, пребывал под надзором полиции. 9 января 1943 года слежка за ним засвидетельствовала инцидент, в котором превышающая скорость машина пыталась сбить Треску. Два дня спустя, 11 января 1943 года, Треска, выйдя из кабинета офицера по условно-досрочному освобождению, ушёл от слежки, запрыгнув в ожидающую его машину. Два часа спустя Треска пешком пересекал Пятую авеню на 15-й улице, когда рядом с ним остановился чёрный «Форд». Оттуда выскочил низкий приземистый боевик в коричневом плаще и выстрелил из пистолета Треске в затылок; тот умер на месте. Автомобиль был позже найден брошенным поблизости с распахнутыми дверями. Одна из теорий его убийства заключалась в том, что подозреваемый убийца был членом мафии, действовавшей по приказам с Сицилии. Другие предполагали, что Треска был ликвидирован НКВД в качестве возмездия за критику сталинского режима Советского Союза.
Позднейшие исследования Алана Блока (Space, Time and Organized Crime), Дороти Галлахер (All the Right Enemies) и Нунцио Перниконе (Carlo Tresca: Portrait of A Rebel) подтверждают наиболее вероятный сценарий — что Треска был убит Кармином Галанте из преступной семьи Бонанно по приказу Фрэнка Гарофало, младшего босса на службе Джозефа Бонанно, симпатизировавшего фашизму и близкого к собственнику «жёлтой прессы» Дженерозо Попе. Треска критиковал их и обещал разоблачить Гарофало в своей печати. Галанте, только недавно освобождённый из тюрьмы, был замечен бежавшим с места преступления.
Возможным заказчиком убийства также называют Вито Дженовезе — главу преступной семьи Дженовезе, который таким образом оказывал услугу дуче за его поддержку и договорился с членами синдиката в США о ликвидации итало-американского антифашиста. Никто так и не был официально обвинён в убийстве Треска.
Присутствовавший на похоронах Трески Льюис Козер вспоминал выступление русско-итальянской социалистки Анжелики Балабановой на поминальной службе: «Я сидел рядом с крепким ирландским полицейским, который явно не понимал ни слова из яростной итальянской речи Балабановой. Но в её кульминационный момент он разрыдался».